# Barbara Bongartz
Barbara Bongartz (* 11. September 1957 in Köln) ist eine deutsche Schriftstellerin deutsch-französischer Herkunft. Sie verfasst Romane, Erzählungen, Essays, Texte zur Bildenden Kunst, Buchbesprechungen und Hörfunkbeiträge.

## Leben
Bongartz studierte Theater-, Film- und Fernsehwissenschaft, Germanistik und Philosophie in Paris, München und Köln. 1984 erwarb sie den Magister an der Universität zu Köln. Von 1982 bis 1988 arbeitete sie als freie Regieassistentin und Regisseurin an Dokumentationen zur Bildenden Kunst.
1989 promovierte sie am Institut für Medienkultur und Theater der Universität zu Köln bei Elmar Buck, einem Schüler Hans Mayers.
Von 1990 bis 1996 war Barbara Bongartz wissenschaftliche Assistentin am Institut für Medienkultur und Theater der Universität Köln. Sie begann eine Habilitation mit dem Arbeitstitel „Film und Melancholie“, die sie abbrach, als ihr erster Roman „Örtliche Leidenschaften - Compilationes“ erschien. Von 1996 an lebte sie als freie Schriftstellerin in Düsseldorf und New York. In Zusammenarbeit mit der Bildenden Künstlerin Gisela Kleinlein entstanden Editionen und Vorzugsausgaben ihrer Schriften. Seit 2002 lebt sie in Berlin, nach Stationen in Islamabad, Duschanbe und Algier seit 2019 auch in Brandenburg. Barbara Bongartz ist mit dem Juristen und Diplomaten Pascal Richter verheiratet.
Bongartz ist Mitglied des PEN-Zentrums Deutschland.

## Auszeichnungen und Stipendien
- 1996: Förderpreis für Literatur der Landeshauptstadt Düsseldorf[2]
- 1997: Stipendium der Landeshauptstadt Düsseldorf
- 1997: Arbeitsstipendium Amsterdam
- 1999/2000: Arbeitsstipendium der Akademie Schloss Solitude
- 2000: Arbeitsstipendium Künstlerhaus Röderhof
- 2001: Arbeitsstipendium Künstlerhaus Lukas in Ahrenshoop
- 2008: Passa Porta/Villa Hellebosch, Brüssel
- 2009: Leselenzstipendium Hausach
- 2009: Nominiert mit Perlensamt für die Hotlist (Preis der unabhängigen deutschsprachigen Verlage)

## Werke
Autorschaft
- Von Caligari zu Hitler – von Hitler zu Dr. Mabuse? Eine psychologische Geschichte des Deutschen Films von 1946–1960. Dissertation, Münster 1992.
- Das Böse möglicherweise. Erzählungen. Berlin 1994.
- Stücke fürs Herz. Erzählungen. Düsseldorf 1995.
- Eine der Geschichten aus Donner und Sturm. Novelle. Berlin 1997.
- Örtliche Leidenschaften. Roman. Berlin 1997.
- Herzbrand. Roman. Berlin 1999.
- Die amerikanische Katze. Roman. Stuttgart 2001.
- zusammen mit Alban Nikolai Herbst: Inzest oder Die Entstehung der Welt. Roman in Briefen. Hrsg. von Norbert Wehr, Essen 2002.
- Der Tote von Passy. Roman. Berlin 2007.
- Perlensamt. Roman. Frankfurt 2009.
- TOPmodel. Eine Reportage. Frankfurt 2010.
- Die Schönen und die Reichen. Roman. Weissbooks Verlag, Frankfurt am Main 2011, ISBN 978-3-86337-005-3.

Herausgeberschaft
- Rosa Immergruen. Ein Florilegium. Nürnberg 2002.